# 巴統州
巴統州（俄语：Бату́мская о́бласть）是俄羅斯帝國的一個州，位於今日格魯吉亞西南部和土耳其東北部黑海沿岸。面積6,952平方公里。1897年人口14.46萬人。首府巴統。
1878年俄土戰爭後歸俄國所有，並建州。1883年歸庫塔伊西省。1903年7月1日復設。1918年又為鄂圖曼帝國佔領。1920年歸喬治亞民主共和國。1921年南部劃歸土耳其。